# Ateralphus javariensis
Ateralphus javariensis là một loài bọ cánh cứng trong họ Cerambycidae.